# Carea cineracea
Carea cineracea är en fjärilsart som beskrevs av Holloway 1976. Carea cineracea ingår i släktet Carea och familjen trågspinnare. Inga underarter finns listade i Catalogue of Life.